# Orchards (Washington)
Orchards (korábban Fourth Plain) az Amerikai Egyesült Államok északnyugati részén, Washington állam Clark megyéjében elhelyezkedő statisztikai település. A 2010. évi népszámlálási adatok alapján 19 556 lakosa van.
1846-ban Dugald McTavish, a Hudson’s Bay Company alkalmazottja a Fort Vancouver szőrmekereskedő hely körüli területeket mérte fel; a kereskedőhely vezetői a síkságokat számokkal jelölték. Fourth Plain lakosai az 1904-es népszavazás során a környező gyümölcsösökre utalva az egyedibb Orchards név mellett döntöttek.

## Népesség
A település népességének változása:
| Lakosok száma | 17 852 | 19 556 | 27 729 |
|               | 2000   | 2010   | 2020   |

## Fordítás
- Ez a szócikk részben vagy egészben  az   Orchards, Washington című angol Wikipédia-szócikk ezen változatának fordításán alapul.  Az eredeti cikk szerkesztőit annak laptörténete sorolja fel. Ez a jelzés csupán a megfogalmazás eredetét és a szerzői jogokat jelzi, nem szolgál a cikkben szereplő információk forrásmegjelöléseként.